# Festival Internacional de Cine de San Sebastián 1966
La 14.ª edición del Festival Internacional de Cine de San Sebastián tuvo lugar entre el 9 y el 18 de junio de 1966. En esta edición continuaba teniendo la categoría A de la FIAPF como festival competitivo no especializado.

## Desarrollo
Fue inaugurado el día 9 de junio en el Palacio de San Telmo con la presencia del ministro de información y turismo Manuel Fraga Iribarne, del director general de cinematografía José María García Escudero, el alcalde de San Sebastián José Manuel Elósegui Lizariturry, y del director de festival, Carlos Fernández Cuenca, y que acabó con un recital de guitarra de Narciso Yepes. Finalmente, el Teatro Victoria Eugenia se proyectó el cortometraje Faces of America y el largometraje Una sirena sospechosa de Frank Tashlin, fuera de concurso. Las dos principales actrices que tenían de venir, Sara Montiel y Anita Ekberg, finalmente no asistieron. El día 10 llegaron Sarah Miles y Desmond Davis y se proyectaron Le Dimanche de la vie de Jean Herman, Haiducii de Dinu Cocea y fuera de concurso Obchod na korze de Ján Kadár. El día 13 se exhibieron Tant qu'on a la santé de Pierre Etaix y I Was Happy Here de Desmond Davis, que fueron bien acogidas por el público, a diferencia de la japonesa Hyōten. Fuera de concurso se proyectó Shock Corridor de Samuel Fuller. Al día siguiente se proyectó la argentina Del brazo y por la calle. El mismo día se produjo una manifestación abertzale ante el gobierno militar y que fue disuelta cuando se dirigieron al Hotel María Cristina; acabó con 18 detenciones. El 14 se proyectaron dos películas de temática judía, la italiana Andremo in città y la estadounidense Cast a Giant Shadow. El día 15 se proyectaron Othello de Stuart Burge y protagonizada por Laurence Olivier y la checoslovaca Intimni osvetleni de Ivan Passer. El mismo día visitó el festival Anouk Aimée, que había venido por la presentación oficial de Un homme et une femme de Claude Lelouch. El día 16 se proyectaron el western Nevada Smith de Henry Hathaway y Madamigella di Maupin de Mauro Bolognini. El día 17 es va estrenar la película soviética Rano utrom y la griega Diplopeniés, a la vez que en la comida con la prensa el director del festival Carlos Fernández Cuenca anunció su dimisión por motivos de salud, aunque después la retiró por las muestras de apoyo de los periodistas. El día 18 se anunciaron y entregaron los premios.

## Jurados
Jurado Oficial
- Joseph-Marie Lo Duca
- Giacinto Giaccio
- Antonio Isasi Isasmendi
- Hugo Mac Dougall
- Alfredo Matas
- Wilhelm Petersen
- Raymond Rohauer
- Francesc Rovira-Beleta
- Jerzy Toeplitz

## Películas

### Programa Oficial
Las 16 películas siguientes fueron presentadas en el programa oficial:
| Título en España         | Título original          | Director(es)          | País           |
| ------------------------ | ------------------------ | --------------------- | -------------- |
| Iremos a la ciudad       | Andremo in città         | Nelo Risi             | Italia         |
| La sombra de un gigante  | Cast a Giant Shadow      | Melville Shavelson    | EE. UU.        |
| Del brazo y por la calle | Del brazo y por la calle | Enrique Carreras      | Argentina      |
| Diplopeniés              | Diplopeniés              | Iorgos Skalenakis     | Grecia         |
| The Outlaws              | Haiducii                 | Dinu Cocea            | Rumanía        |
| Freezing Point           | Hyōten                   | Satsuo Yamamoto       | Japón          |
| Retorno al pasado        | I Was Happy Here         | Desmond Davis         | Reino Unido    |
| Iluminación íntima       | Intimni osvetleni        | Ivan Passer           | Checoslovaquia |
| Otelo                    | Othello                  | Stuart Burge          | Reino Unido    |
| Le dimanche de la vie    | Le dimanche de la vie    | Jean Herman           | Francia        |
| Mademoiselle de Maupin   | Madamigella di Maupin    | Mauro Bolognini       | Italia         |
| Nevada Smith             | Nevada Smith             | Henry Hathaway        | EE.UU.         |
| Niekochana               | Niekochana               | Janusz Nasfeter       | Polonia        |
| Nueve cartas a Berta     | Nueve cartas a Berta     | Basilio Martín Patino | España         |
| Rano utrom               | Rano utrom               | Tatiana Lióznova      | URSS           |
| Mientras haya salud      | Tant qu'on a la santé    | Pierre Étaix          | Francia        |

### Fuera de concurso
| Título en España          | Título original           | Director(es)        | País   |
| ------------------------- | ------------------------- | ------------------- | ------ |
| Doctor Zhivago            | Doctor Jivago             | David Lean          | EE.UU. |
| Yo, yo, yo... y los demás | Io, io, io... e gli altri | Alessandro Blasetti | Italia |
| Una sirena sospechosa     | The Glass Bottom Boat'    | Frank Tashlin       | EE.UU. |

## Palmarés
Ganadores de la Sección oficial del 14º Festival Internacional de Cine de San Sebastián de 1966:
- Concha de Oro a la mejor película: Retorno al pasado , de Desmond Davis
- Concha de Oro al mejor cortometraje: Skrzydła de Leonard Pulchny
- Concha de Plata: Mientras haya salud de Pierre Étaix
- Concha de Plata a la mejor ópera prima: Basilio Martín Patino por Nueve cartas a Berta
- Concha de Plata a la mejor dirección: Mauro Bolognini por Mademoiselle de Maupin
- Concha de Plata a la mejor actriz: Evangelina Salazar, por Del brazo y por la calle
- Concha de Plata al mejor actor:Frank Finlay, por Otelo